# Morse Bluff
Morse Bluff es una villa situada en el condado de Saunders, Nebraska, Estados Unidos. Tiene una población estimada, a mediados de 2022, de 121 habitantes.

## Geografía
La localidad está ubicada en las coordenadas 41°25′51″N 96°46′00″O / 41.43083, -96.76667. Según la Oficina del Censo, tiene una superficie de 0.46 km², correspondientes en su totalidad a tierra firme.

## Demografía
Según el censo de 2020, en ese momento había 117 personas residiendo en la localidad. La densidad de población era de 254.35 hab./km². El 95.73 % de los habitantes eran blancos, el 0.85 % era de otra raza y el 3.42% eran de una mezcla de razas. Del total de la población, el 0.85 % era hispano o latino.